# Kis-Békás-patak
A Kis-Békás-patak a Békás-patak egyik jelentős jobb oldali mellékvize. Forráspatakjai a Tarvész-patak és a Rejtek-patak. Elválasztja a Hagymás-hegységet a Tarkő-hegységtől. Egyes térképek szerint határfolyó Hargita megye és Neamț megye között. Átfolyik Háromkút településen.